# Valentina Zakoretska
Valentina Mikolaivna Zakoretska (Vorosjilovgrad, 30 april 1947 - Dnipro, 9 juli 2010) was een Sovjet-Oekraïense  parachutist. Ze was Honoured Master of Sports van Oekraïne, tweevoudig wereldkampioen en houder van 50 wereldrecords.

## Biografie
Valentina Zakoretska werd op 30 april 1947 geboren in Vorosjilovgrad (USSR), het huidige Loehansk. Ze begon op 16-jarige leeftijd met parachutespringen bij de Luhansk Aeroclub. In 1970 nam ze deel aan het kampioenschap van Joegoslavië en werd ze kampioen. Daarna volgde een reeks overwinningen en onderscheidingen. Van 1978 tot 1984 was Zakoretska de coach van het Oekraïense parachutesportteam. Later was ze trainer-instructeur in parachutetraining bij de Yenakiyiv State Air Sports Club.
Zakoretska nam deel aan openbare bewegingen en steunde protestacties van de literaire kunstbeweging STAN. Ze vocht ook tegen illegale constructies in Loehansk in de omgeving van de Luhansk Higher Military Aviation School of Navigators. Zakoretska werd verschillende keren verkozen tot plaatsvervanger van de gemeenteraad van Loehansk en ze was lid van het uitvoerend comité van de gemeenteraad.
Zakoretska was tijdens haar carrière de enige vrouwelijke parachutist ter wereld die meer dan 11.000 sprongen maakte. In 1976 werd haar naam voor het eerst opgenomen in het Guinness Book of Records. Het tweede record (10.000 sprongen) werd in 1987 in het boek opgenomen en het derde in 1998 voor 11.500 sprongen.
Zakoretska stierf op 9 juli 2010 aan acuut hartfalen net voor de parachutewedstrijd op het vliegveld van Dnipropetrovsk, waar ze als jurylid zou deelnemen.

## Prijzen en onderscheidingen
- Master of Sports van de internationale klasse (1970)
- Drievoudig wereldkampioen (1970, 1972, 1976)
- Drievoudig absoluut kampioen van de USSR (1971, 1972, 1975)
- Viervoudig kampioen van de strijdkrachten van de USSR
- Orde van de Rode Vlag van de Arbeid
- Orde van Vorstin Olha 2e klasse
- Ereteken van de All-Union Leninistische Communistische Jeugdunie van het Centraal Comité "Sportmoed"
- Honoured Master of Sports van Oekraïne
- Ereburger van Loehansk (2000)